# 沖繩縣立宮古高等學校
宮古高等學校是一所位於日本沖繩縣宮古島市的縣立高級中學。
於1928年設立時原為「沖繩縣立第二中學校」（現那霸高等學校）分校，1929年獨立為「沖繩縣立宮古中學校」。1948年實施新學制，升等改稱為「宮古高等學校」。
1999年與中華民國臺北市的復興高級中學締結為姊妹校，並長期進行寄宿學生交流活動。

## 相關人物

### 著名校友
- 下地幹郎（日语：下地幹郎） - 政治人物。
- 上里一將（日语：上里一将） - 足球選手。

## 外部連結
- 沖繩縣立宮古高等學校 （页面存档备份，存于）